# Пентаполь
Пятиградье, Пентаполь, Пентаполис (др.-греч. Πεντάπολις; греческие πέντε [пенте], «пять», и πόλις, полис, «город») — географическая и/или институциональная группа из пяти городов. Города древнего мира, вероятно, объединялись в такие группы по ряду политических, коммерческих и военных причин, как это случилось позднее с Пятью портами в Англии.

## Библейские города
- В Библии этим словом обозначается область («Содомское пятиградие») в регионе Святой Земли, где пять городов — Содом, Гоморра, Адма, Севоим и Сигор — объединились, чтобы противостоять нашествию эламитов Кедорлаомера (Быт. 14:1), и четыре из которых были вскоре после того полностью уничтожены[1].

## Исторические города
- Филистимское Пятиградье (Филистия) — коалиция филистимских городов-государств — Гефа (Гат), Газы, Аскалона, Экрона и Ашдода. Каждым городом управлял свой серен (лидер, капитан), во главе союза стоял правитель города Гат.
- Дорийский пентаполь — Кос, главный город одноимённого острова в Эгейском море; Книд, в Карии, на западном побережье Малой Азии; Линдос, Иалисос и Камирос на острове Родос. После исключения Галикарнаса дорийская федерация стала из гексаполиса (союза шести городов) пентаполисом.
- Понтийский пентаполь: Аполлония, Галатис, Месемврия, Одессос и Томис, все на побережье Понта Эвксинского (Чёрное море).
- Ливийский пентаполь: пять основных греческих колоний в западной части области Киренаика (ныне Ливия), вплоть до реформ тетрархии Диоклетиана в 296 году. Самым большим из городов была Кирена и её порт Аполлония, Птолемаида[англ.] (ставшая столицей после разрушения Кирены землетрясением), Барка (позже арабская столица провинции Барка), Balagrae (современная Эль-Байда) и Береника (современный Бенгази); область также известна как Нижний пентаполь (лат. Pentapolis inferior). Название области как «пентаполь» закрепилось в официальном названии епархии и титулатуре православного Патриарха Александрийского и Коптского Папы.
- Византийский Пентаполь на Адриатическом побережье к востоку от Тосканы и к северу от герцогства Сполето, включавший восточноиталийские портовые города (перечисление с запада на восток) Римини, Пезаро, Фано, Сенигаллия и Анкона. Этот пентаполь составлял ядро византийского экзархата Равенны. Позже, после падения Экзархата, эта провинция была преобразована в Анконскую марку.
- Пять портов (англ. Cinque Ports, Синк-портс) средневековой Англии — союз сперва 5, а ныне 14 портовых городов в графствах Кент и Суссекс. Первоначально в этот альянс входили порты Дувр, Гастингс, Хит, Нью-Ромни и Сэндвич.
- Пять бургов[бел.] — регион в Британии вокруг городов Линкольн, Ноттингем, Лестер, Дерби и Стэмфорд, который был захвачен датчанами .